# إيرج دانايي فرد
إيرج دانايي فرد (بالفارسية: ایرج دانایی‌فرد) ، من مواليد 11 مارس 1951م في العاصمة الإيرانية طهران ، وهو لاعب كرة قدم محترف سابق، شارك في نهائيات كأس العالم لكرة القدم 1978 الذي استضافته الأرجنتين، وكأس آسيا 1980 الذي استضافته الكويت، حيث فشل دانايي فرد واللاعبين الإيرانيين بمحاولة التتويج باللقب للمرة الرابعة في التاريخ. أقام إيرج دانايي فرد وأسرته في مدينة دالاس الأمريكية إلى أن توفي يوم 12 ديسمبر 2018.